# Jakob Couven
Jakob Couven (* 13. Oktober 1735 in Aachen; † 9. Oktober 1812 ebenda) war ein deutscher Baumeister des Rokoko. Als drittes Kind des Barockbaumeisters Johann Josef Couven und seiner Frau Maria Dorothea Gertrudis Mesters (1705–1788) aus Maastricht setzte er vor allem das Werk seines Vaters in Aachen und der näheren Umgebung fort und setzte später eigene Maßstäbe.

## Leben
Die Familie Couven stammte ursprünglich aus dem Raum Clermont-sur-Berwinne und Jakobs Großvater Johann Jakob Couven (1656–1740) trat erstmals als Notar und Gerichtsprokurator der Freien Reichsstadt Aachen in Erscheinung. Jakobs Vater Johann Joseph Couven war als städtischer Ratssekretär und Architekt mit zahlreichen Bauaufträgen in Aachen und Umgebung sowie in Eupen, Lüttich und in den Niederlanden betraut.
Nach seiner Schulzeit ging Jakob Couven im Baubüro seines Vaters in die Lehre und wurde bereits im Alter von 15 Jahren mit den Vermessungsarbeiten für die neue Straßenverbindung von Aachen nach Lüttich (heutige Lütticher Straße) vor dem Jakobstor betraut. In der Folgezeit wurde er von seinem Vater bei fast allen Bauvorhaben mit einbezogen, so dass es nicht immer ersichtlich ist, welcher Bauplan vom Vater oder vom Sohn stammt. Nachdem Ende der 1750er Jahre Jakobs Vater gesundheitliche Probleme bekam, an denen er 1763 verstarb, hatte Jakob immer mehr Verantwortung für die laufenden Baumaßnahmen übernommen und wurde ferner auf eigenen Antrag hin ab 1760 offiziell bei der Stadt Aachen angestellt. Diese übernahm Couven als „Kopist“ und ernannte ihn 1771 zum Ratssekretär, 1782 zum Nebensekretär und ab 1797 zum Hauptsekretär. Darüber hinaus bekleidete er ab 1782 das Amt des Sekretärs beim städtischen Baumgericht, welches nach der Ordnung von 1747 über Schuldforderungen von nicht unter 36 Aachener Gulden zu urteilen hatte.
Während der Aachener Mäkelei vertrat Jakob Couven die Anschauungen der Alten Partei und wurde am 12. Dezember 1789 unter dem Vorwurf der Unterschlagung der Mehlakzise verhaftet und erst am 20. Juli 1790 auf Anordnung des Reichskammergerichtes wieder freigelassen. Seit dem Jahr 1792 war er zudem als Weinhändler tätig.
Trotz seiner beruflichen Verpflichtungen arbeitete Couven weiterhin und meist nebenberuflich als Architekt und Baumeister. Dabei übernahm er bis zum Ende der 1770er-Jahre vorrangig Aufträge für Umbauten oder kleinere Wohnhausneubauten an, bevor er Anfang der 1780er-Jahre seitens der Stadt mit der Planung und dem Bau der Neuen Redoute beauftragt wurde. Nach erfolgreicher Fertigstellung dieses Projektes, bei dem es sich um seinen einzigen Monumentalbau handelte, der als sein Hauptwerk angesehen wird, erhielt Couven noch zahlreiche weitere Aufträge nicht nur aus Aachen, sondern auch aus der Umgebung und der benachbarten Niederlande.
Jakob Couven bewohnte zeitlebens zusammen mit seiner jüngeren Schwester Theresia (1741–1823) das Haus Litera A1097 (heute Ecke Holzgraben/Ursulinerstrasse) in unmittelbarer Nähe zu dem historischen Doppelhaus Klüppel, weswegen sein Haus Am Klüppel genannt wurde. Couven selbst starb unverheiratet und blieb kinderlos.

## Wirken
In seinen Anfangsjahren trat Jakob Couven selten als eigenständiger Baumeister in Erscheinung und seine Tätigkeit beschränkte sich überwiegend auf die enge Zusammenarbeit mit seinem Vater und Lehrmeister. Durch diese langjährige Zusammenarbeit mit Johann Joseph im gleichen Baubüro sind lediglich etwa 10 % der überlieferten Pläne einwandfrei Jakob Couven zuzuordnen und der weitaus größere Teil der bekannten Werke sind ihm nur auf Grund stilistischer Kriterien und ihrem Jahr der Entstehung zuzuschreiben. Wiederholt dienten Innen- und Außenansichten der Werke Couvens als Motive für die impressionistische Malweise des in Aachen tätigen Malers und Zeichners August von Brandis.

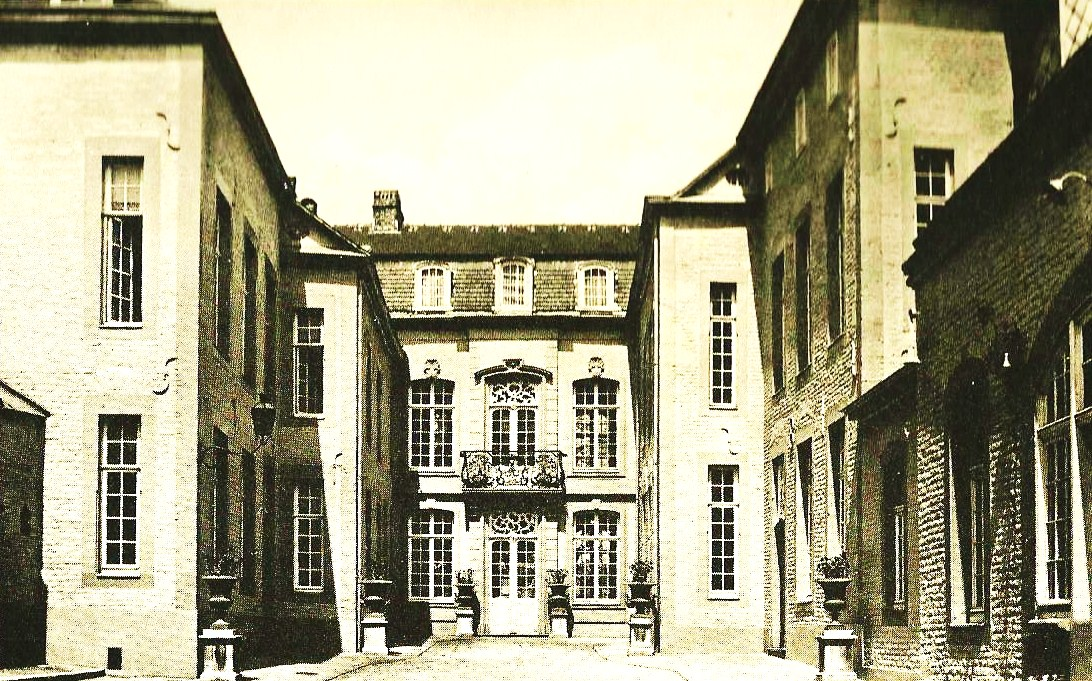
Haus Fey

Eine der ersten und laut Buchkremer von Jakob Couven eventuell schon selbst entworfenen Bauten ist der Pachthof in unmittelbarer Nachbarschaft zum Kloster St. Gerlach in Houthem bei Valkenburg aan de Geul aus dem Jahr 1759, wo sein Vater bereits die Pläne für einen der Propsteiflügel erstellen ließ. Mit Sicherheit war Jakob von Anfang an in die Baupläne für die gesamte Anlage involviert und hat sie auf Grund der nachlassenden Gesundheit des Vaters zu Ende gebracht. Nach dem Tod des Vaters im Jahr 1763 schuf Couven zwischen 1765 und 1767 für die Stadtvilla, dem späteren Haus Fey, des Aachener Kaufmanns Andreas Ludwigs und seiner Frau Constantia, geb. Becker, eine schlossähnliche Dreiflügelanlage vom Typ des französischen Hôtel particulier mit einem Ehrenhof. Er verband dabei die beiden bestehenden Flügelbauten durch einen Mittelbau und schloss das Grundstück straßenseitig (heute Seilgraben) durch eine Mauer mit Torbogen und zwei flankierende Pavillons ab. In dem zum Lousberg hin ansteigenden Garten legte er Treppen und Terrassen an und baute am Ende ein Gartenhaus.
Dagegen werden ihm sowohl die ebenfalls im Jahr 1767 errichtete St. Jakobskirche für das Kloster des Ordens vom Heiligen Kreuz in Maaseik als auch 1774 das große Gebäude für das Prämonstratenser-Kloster St. Marien in Heinsberg und die Wohnung des Dechanten (1775) sowie weitere Häuser im Ort lediglich anhand der Formensprache und des Couvenschen Charakters lediglich zugeschrieben.

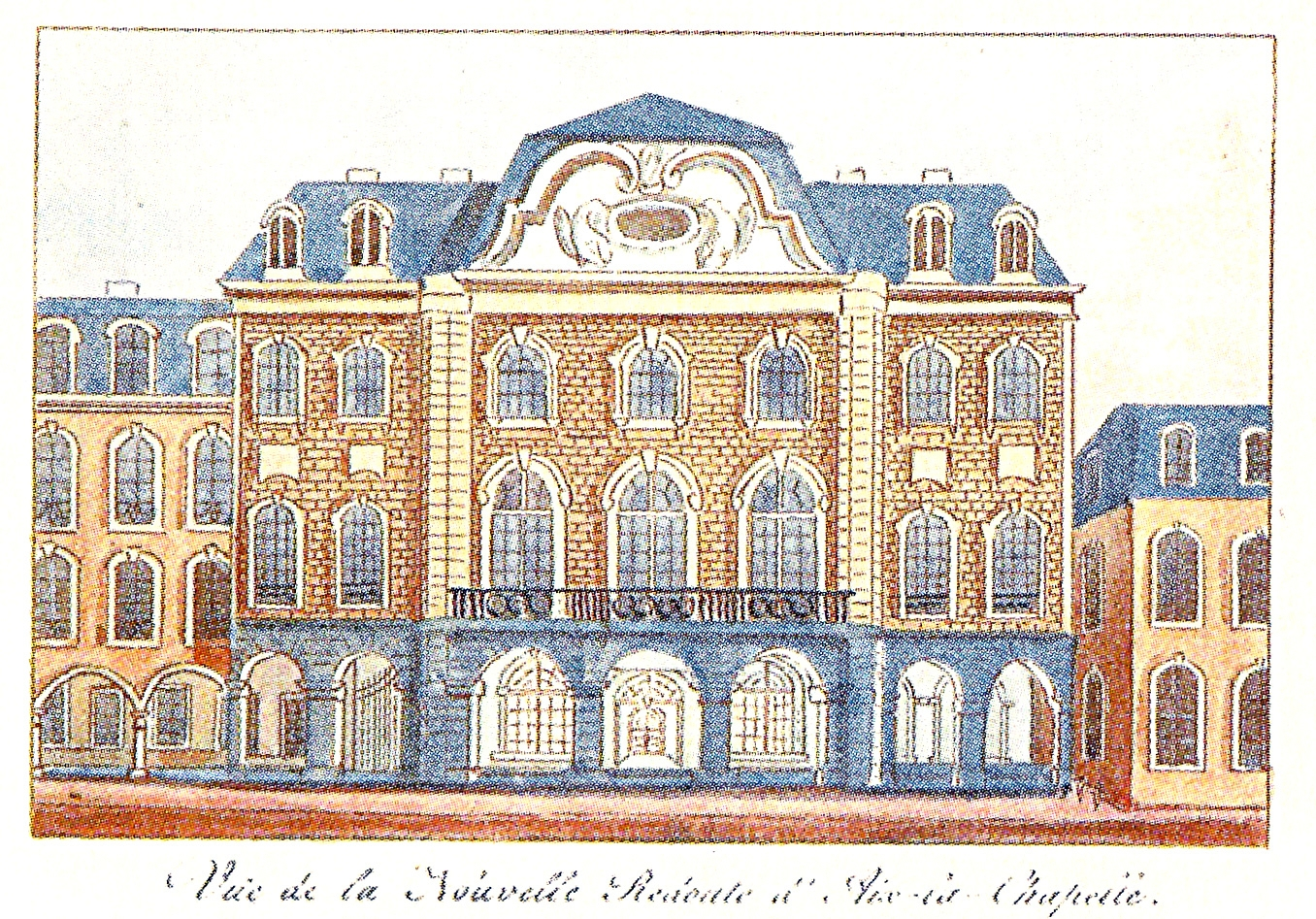
Neue Redoute um 1815 (Kupferstich)

Seitens der Stadt wurden Couven zunächst nur kleinere und untergeordnete Aufträge erteilt wie beispielsweise die Planungen für eine neue Service-Kammer im Aachener Rathaus (1767), für ein Erweiterungsgebäude des „Armenhauses Friesheim“ am Seilgraben, welches zwischen 1771 und 1774 verwirklicht wurde und für Reparaturen am Ponttor (1775). Schließlich erhielt er 1782 vom Stadtrat den Auftrag, die Neue Redoute als Ergänzungsbau zur Alten Redoute Aachen im Kurzentrum in der Komphausbadstraße zu errichten. Die Architektur des 1785 fertiggestellten Monumentalbaus dokumentiert dabei in eindrucksvoller Weise Couvens Übergang von einem barocken Formenvokabular zum Louis-seize Stil.
Mit steigendem Bekanntheitsgrad übernahm er anschließend zahlreiche weitere Bauaufträge in Aachen und Umgebung, so beispielsweise Aufträge für den Neubau des Hauses Beissel in der Jakobstraße Nr. 112, den Neubau des Hauses Brüssel am Markt, Ecke Pontstraße (1785), den Umbau des Hauses Monheim am Hühnermarkt (1786) oder für den Neubau von Haus Eckenberg in Burtscheid für die dortige Familie Pastor (1788). Größer war die Zahl der kleineren von ihm entworfenen Bürgerhäuser wie beispielsweise das Hofgebäude Komphausbadstraße Nr. 31 (1794), in dessen erstem Stock Stuckarbeiten von Petrus Nicolaas Gagini eingebaut wurden und das Haus „Zur Erholung“ am Friedrich-Wilhelm-Platz Nr. 7 (um 1800), welches ab 1820 von James Cockerill bewohnt wurde und später der Erholungs-Gesellschaft Aachen 1837 diente. Außerhalb Aachens ist unter anderem der Umbau von Schloss Neuburg in Gulpen-Wittem und das Mausoleum für die Familie des Tuchfabrikanten Johann Arnold von Clermont nach Couvens Plänen entstanden, wogegen ihm der Neubau der Häuser „Binterim“ und „Im Bau“ in Vaals sowie das Ökonomiegebäude der Abtei Rolduc zugeschrieben wird.

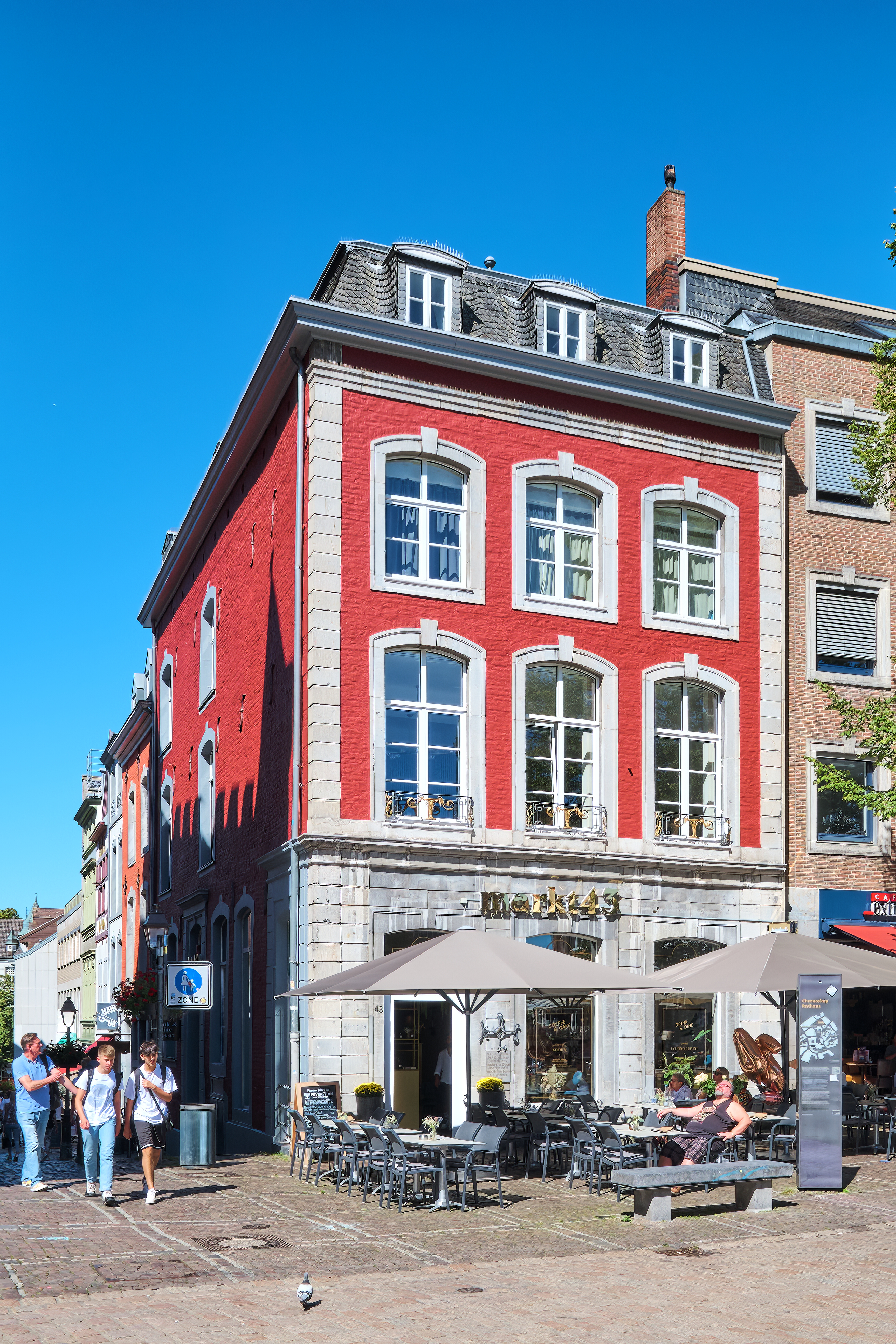
Haus Brüssel, Aachen Markt
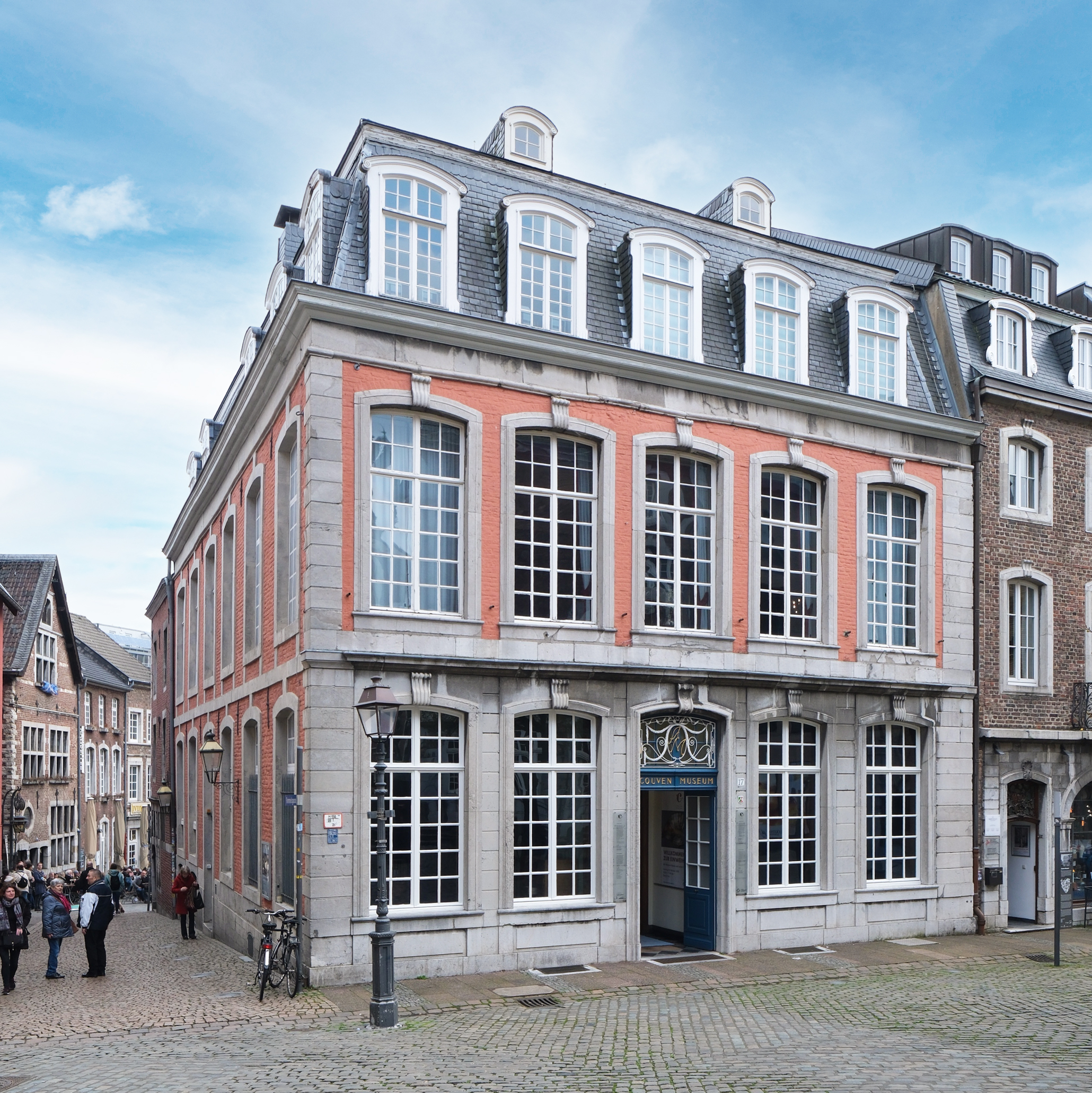
Haus Monheim, Aachen Hof
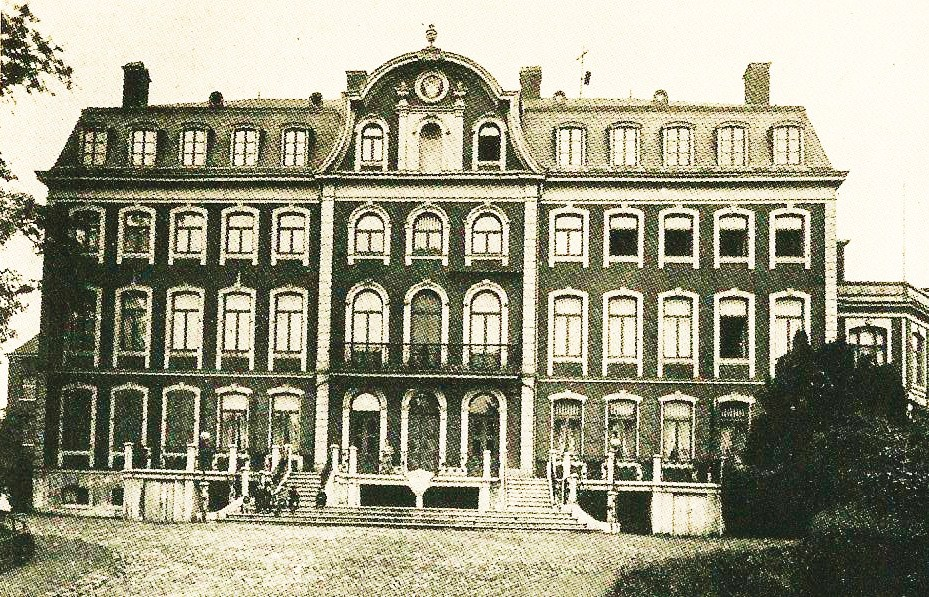
Haus Eckenberg, Burtscheid
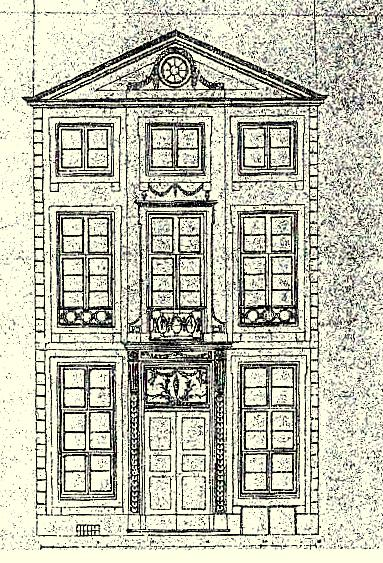
Haus zum Kardinal, Aachen

In seiner letzten Schaffensperiode ab der Wende zum 19. Jahrhundert entwarf er unter anderem noch die Pläne für das Haus „Zum Kardinal“ in der Alexanderstraße Nr. 12 (1802) und für das Haus in der Großkölnstraße Nr. 19. Dabei bevorzugte er jetzt den in Aachen bekannten Typ des Dreifensterhauses und verwendet nun vermehrt Elemente der Empire-Stilrichtung.
Vielen dieser späteren Bürgerhäuser gemeinsam ist der dominante Mittelrisalit mit einem auffälligen Tympanon und im ersten Geschoss oftmals ein zeitgemäßer Erker mit schmiedeeisernem Gitter über ein oder drei Achsen nach dem Vorbild der Neuen Redoute. Das Tympanon wurde entweder mit den jeweiligen Wappen der Besitzerfamilie, Zunftwappen oder mit schmuckvollen Ornamenten verziert. Ebenso typisch für Couven sind die mit einem Blausteinrahmen eingefassten Sprossenfenster und an manchen Häusern ein ebenfalls in Blaustein gehaltener Haussockel sowie die Mansarddächer mit den ausgebauten Mansarden.
Bei den Innenausstattungen mehrerer Bauten griff Couven gerne auf die Fertigkeiten des Stuckateurs Gagini zurück und die Baumaßnahmen selbst ließ er, wie schon sein Vater, von der Burtscheider Familie Klausener ausführen.

## Werke (Auswahl)
- siehe Liste Werke von Jakob Couven